# Medaliści mistrzostw Polski seniorów w chodzie na 20 kilometrów

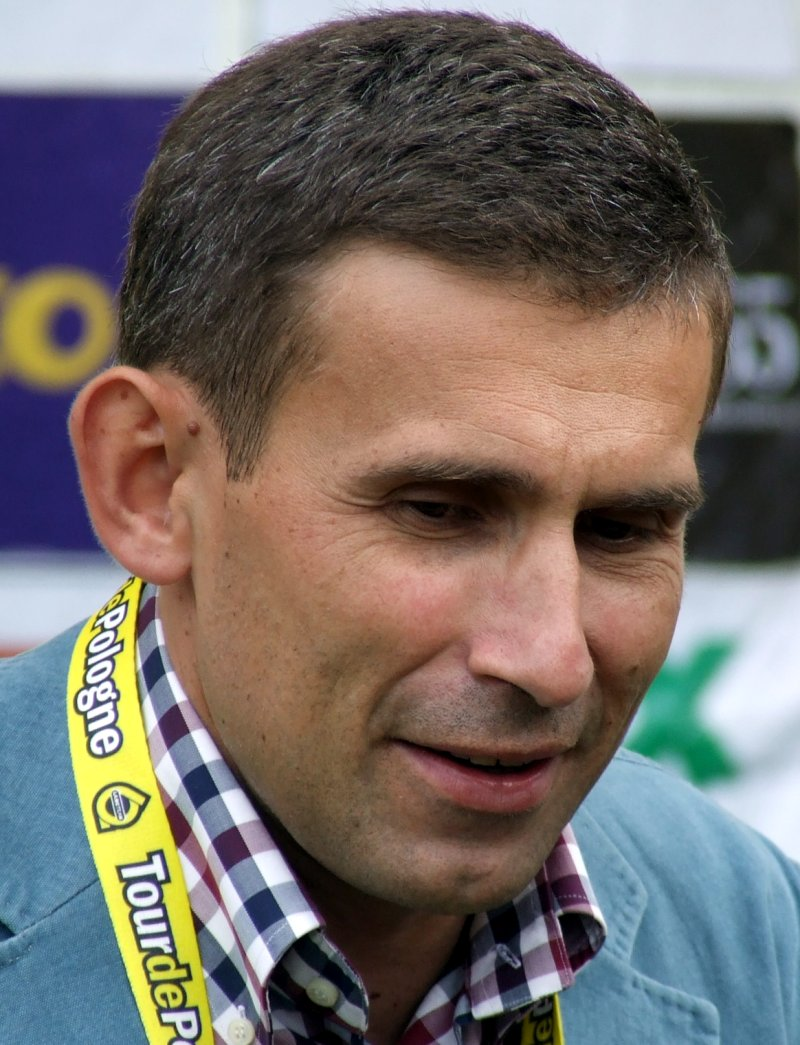
Robert Korzeniowski – piętnastokrotny mistrz Polski seniorów w chodzie na 20 km

Medaliści mistrzostw Polski seniorów w chodzie na 20 kilometrów – zdobywcy medali seniorskich mistrzostw Polski w konkurencji chodu na 20 kilometrów.
Po raz pierwszy mistrzostwa Polski w chodzie na 20 km mężczyzn rozegrano 30 września 1956 w Zabrzu. Od tego czasu odbywają się one corocznie, przy czym niekiedy są rozgrywane razem z głównymi mistrzostwami kraju, a niekiedy odrębnie.
Najbardziej utytułowanym zawodnikiem wśród startujących w mistrzostwach Polski jest Robert Korzeniowski, który zdobył piętnaście złotych medali krajowego czempionatu i jeden srebrny.
Aktualny rekord mistrzostw Polski seniorów w chodzie na 20 km wynosi 1:19:14 i został ustanowiony przez Roberta Korzeniowskiego podczas mistrzostw w 1992 20 czerwca w Warszawie.

## Medaliści
| NR - rekord kraju \| PB – rekord życiowy \| SB – najlepszy wynik w sezonie \| NL – najlepszy wynik w polskich tabelach w sezonie |

| Mistrzostwa        | 1. miejsce                                 | Rezultat   | 2. miejsce                                 | Rezultat  | 3. miejsce                                  | Rezultat  |
| 1920–1955          | nie rozgrywano                             |            |                                            |           |                                             |           |
| Zabrze 1956        | Franciszek Szyszka AZS Gdańsk              | 1:39:10,0  | Bogusław Nowacki Zryw Warszawa             | 1:41:07,0 | Jerzy Łoskoczyński AZS Warszawa             | 1:43:23,0 |
| Poznań 1957        | Wiesław Sarnecki AZS Gdańsk                | 1:42:34,8  | Bolesław Michoń Start Lublin               | 1:48:54,8 | Mieczysław Rutyna LZS Wrocław               | 1:51:04,0 |
| Bydgoszcz 1958     | Franciszek Szyszka AZS Gdańsk              | 1:34:49,0  | Jerzy Hausleber Flota Gdynia               | 1:34:49,9 | Wiesław Sarnecki AZS Gdańsk                 | 1:39:45,0 |
| Gdańsk 1959        | Jerzy Hausleber Lechia Gdańsk              | 1:34:45,6  | Franciszek Szyszka Lechia Gdańsk           | 1:36:06,8 | Wiesław Sarnecki Konradia Gdańsk            | 1:38:20,4 |
| Olsztyn 1960       | Franciszek Szyszka Lechia Gdańsk           | 1:35:15,2  | Wiesław Sarnecki Konradia Gdańsk           | 1:36:46,2 | Eugeniusz Ornoch Flota Gdynia               | 1:38:12,8 |
| Nowa Huta 1961     | Franciszek Szyszka Lechia Gdańsk           | 1:40:55,2  | Eugeniusz Ornoch Flota Gdynia              | 1:45:55,2 | Wiesław Sarnecki Konradia Gdańsk            | 1:46:11,2 |
| Warszawa 1962      | Franciszek Szyszka Lechia Gdańsk           | 1:47:02,0  | Wiesław Sarnecki Konradia Gdańsk           | 1:49:14,0 | Eugeniusz Ornoch Flota Gdynia               | 1:49:18,2 |
| Bydgoszcz 1963     | Wiesław Sarnecki Konradia Gdańsk           | 1:32:08,2  | Edmund Paziewski Konradia Gdańsk           | 1:32:15,0 | Eugeniusz Ornoch Flota Gdynia               | 1:33:42,0 |
| Łódź 1964          | Andrzej Czapliński Wybrzeże Gdańsk         | 1:41:39,6  | Janusz Wiśniewski Konradia Gdańsk          | 1:44:17,6 | Eugeniusz Ornoch Flota Gdynia               | 1:47:25,0 |
| Szczecin 1965      | Andrzej Czapliński Wybrzeże Gdańsk         | 1:31:22,2  | Edmund Paziewski Konradia Gdańsk           | 1:34:12,2 | Eugeniusz Ornoch Flota Gdynia               | 1:34:27,0 |
| Poznań 1966        | Edmund Paziewski Konradia Gdańsk           | 1:34:13,6  | Eugeniusz Ornoch Flota Gdynia              | 1:34:42,2 | Andrzej Czapliński Wybrzeże Gdańsk          | 1:35:41,0 |
| Chorzów 1967       | Andrzej Czapliński Wybrzeże Gdańsk         | 1:27:30,8  | Edmund Paziewski Konradia Gdańsk           | 1:28:29,8 | Eugeniusz Rogowski Konradia Gdańsk          | 1:30:43,8 |
| Zielona Góra 1968  | Edmund Paziewski Konradia Gdańsk           | 1:27:28,0  | Eugeniusz Rogowski Konradia Gdańsk         | 1:28:47,0 | Eugeniusz Ornoch Flota Gdynia               | 1:30:13,0 |
| Kraków 1969        | Edmund Paziewski Konradia Gdańsk           | 1:33:13,8  | Janusz Cyrklaff Lechia Gdańsk              | 1:38:27,2 | Eugeniusz Rogowski Konradia Gdańsk          | 1:39:27,6 |
| Warszawa 1970      | Andrzej Czapliński Wybrzeże Gdańsk         | 1:39:00,0  | Janusz Cyrklaff Lechia Gdańsk              | 1:40:00,2 | Eugeniusz Ornoch Flota Gdynia               | 1:40:49,0 |
| Warszawa 1971      | Jan Ornoch Flota Gdynia                    | 1:34:02,2  | Edmund Paziewski Konradia Gdańsk           | 1:37:28,8 | Andrzej Czyżowski Gwardia Olsztyn           | 1:39:06,8 |
| Warszawa 1972      | Jan Ornoch Flota Gdynia                    | 1:31:17,0  | Jerzy Jackiewicz Spójnia Gdańsk            | 1:34:38,0 | Bogusław Kmiecik Start Łódź                 | 1:35:11,6 |
| Warszawa 1973      | Jan Ornoch Flota Gdynia                    | 1:35:52,0  | Jan Raszka Górnik Zabrze                   | 1:36:59,8 | Feliks Śliwiński Lechia Gdańsk              | 1:37:53,2 |
| Warszawa 1974      | Jan Ornoch Flota Gdynia                    | 1:28:56,6  | Jerzy Pater Flota Gdynia                   | 1:29:15,4 | Stanisław Korneluk Flota Gdynia             | 1:29:25,0 |
| Bydgoszcz 1975     | Jan Ornoch Flota Gdynia                    | 1:26:30,0  | Jerzy Pater Pomorze Stargard               | 1:28:23,0 | Feliks Śliwiński Lechia Gdańsk              | 1:28:59,0 |
| Bydgoszcz 1976     | Bohdan Bułakowski Skra Warszawa            | 1:31:43,8  | Zbigniew Gosławski Śląsk Wrocław           | 1:33:52,0 | Mieczysław Górski Start Łódź                | 1:33:57,4 |
| Bydgoszcz 1977     | Jan Ornoch Flota Gdynia                    | 1:29:37,4  | Bohdan Bułakowski Skra Warszawa            | 1:30:27,4 | Zbigniew Gosławski Śląsk Wrocław            | 1:31:20,8 |
| Warszawa 1978      | Jan Ornoch Flota Gdynia                    | 1:26:46,5  | Bohdan Bułakowski Skra Warszawa            | 1:26:45,5 | Bogusław Kmiecik Start Łódź                 | 1:26:48,9 |
| Poznań 1979        | Bohdan Bułakowski Skra Warszawa            | 1:21:33,0  | Zbigniew Gosławski Śląsk Wrocław           | 1:24:38,0 | Stanisław Rola Polonia Warszawa             | 1:26:26,0 |
| Łódź 1980          | Bohdan Bułakowski Skra Warszawa            | 1:28:13,2  | Grzegorz Ledzion Flota Gdynia              | 1:30:16,0 | Jarosław Kaźmierski Skra Warszawa           | 1:31:39,1 |
| Zabrze 1981        | Bohdan Bułakowski Skra Warszawa            | 1:29:20    | Stanisław Rola Polonia Warszawa            | 1:31:17   | Jan Pilczuk Polonia Warszawa                | 1:31:34   |
| Lublin 1982        | Stanisław Rola Polonia Warszawa            | 1:28:58    | Jarosław Kaźmierski Skra Warszawa          | 1:29:17   | Zdzisław Szlapkin Olimpia Poznań            | 1:30:02   |
| Bydgoszcz 1983     | Bogusław Duda Resovia Rzeszów              | 1:19:43    | Bohdan Bułakowski Skra Warszawa            | 1:20:19   | Zdzisław Szlapkin Olimpia Poznań            | 1:21:00   |
| Lublin 1984        | Jan Kłos Resovia Rzeszów                   | 1:24:17    | Zdzisław Szlapkin Olimpia Poznań           | 1:24:36   | Jacek Bednarek ROW Rybnik                   | 1:27:23   |
| Bydgoszcz 1985     | Jan Kłos Resovia Rzeszów                   | 1:27:28    | Jacek Herok Skra Warszawa                  | 1:27:36   | Zdzisław Szlapkin Olimpia Poznań            | 1:28:23   |
| Grudziądz 1986     | Grzegorz Ledzion Flota Gdynia              | 1:24:50    | Jan Kłos Resovia Rzeszów                   | 1:26:38   | Jerzy Wróblewicz Pomorze Stargard           | 1:27:48   |
| Poznań 1987        | Jan Kłos Resovia Rzeszów                   | 1:25:54    | Zdzisław Szlapkin Olimpia Poznań           | 1:26:11   | Zbigniew Sadlej Wawel Kraków                | 1:26:46   |
| Grudziądz 1988     | Zdzisław Szlapkin Olimpia Poznań           | 1:25:12    | Jan Kłos Resovia Rzeszów                   | 1:25:57   | Zbigniew Sadlej Wawel Kraków                | 1:26:22   |
| Gdańsk 1989        | Zbigniew Sadlej Wawel Kraków               | 1:23:38    | Robert Korzeniowski AZS-AWF Katowice       | 1:23:54   | Grzegorz Ledzion Flota Gdynia               | 1:25:04   |
| Piła 1990          | Robert Korzeniowski AZS-AWF Katowice       | 1:22:44    | Jan Kłos Resovia Rzeszów                   | 1:26:08   | Krzysztof Richter Lechia Gdańsk             | 1:26:19   |
| Kielce 1991        | Robert Korzeniowski AZS-AWF Katowice       | 1:26:36    | Zbigniew Sadlej Wawel Kraków               | 1:27:05   | Sławomir Cielica Agros Zamość               | 1:27:16   |
| Warszawa 1992      | Robert Korzeniowski AZS-AWF Katowice       | 1:19:14    | Janusz Goławski WLKS Siedlce               | 1:24:52   | Sławomir Cielica Agros Zamośżk              | 1:25:25   |
| Kielce 1993        | Robert Korzeniowski AZS-AWF Katowice       | 1:23:47    | Jacek Müller Flota Gdynia                  | 1:23:59   | Grzegorz Müller Flota Gdynia                | 1:24:45   |
| Piła 1994          | Robert Korzeniowski Wawel Kraków           | 1:22:33    | Stanisław Stosik Lechia Gdańsk             | 1:23:39   | Jan Holender Flota Gdynia                   | 1:24:57   |
| Warszawa 1995      | Robert Korzeniowski Wawel Kraków           | 1:20:52    | Stanisław Stosik Lechia Gdańsk             | 1:22:21   | Mariusz Ornoch Flota Gdynia                 | 1:22:38   |
| Gdynia 1996        | Robert Korzeniowski Wawel Kraków           | 1:20:51    | Jan Holender Flota Gdynia                  | 1:24:54   | Stanisław Stosik Lechia Gdańsk              | 1:26:34   |
| Bydgoszcz 1997     | Robert Korzeniowski Wawel Kraków           | 1:21:58    | Stanisław Stosik Lechia Gdańsk             | 1:24:02   | Jan Holender Flota Gdynia                   | 1:25:45   |
| Wrocław 1998       | Robert Korzeniowski Wawel Kraków           | 1:24:52    | Tomasz Lipiec Polonia Warszawa             | 1:25:39   | Jacek Müller Flota Gdynia                   | 1:27:16   |
| Kraków 1999        | Robert Korzeniowski Wawel Kraków           | 1:20:48    | Tomasz Lipiec Polonia Warszawa             | 1:22:58   | Grzegorz Müller Flota Gdynia                | 1:24:37   |
| Kraków 2000        | Robert Korzeniowski Wawel Kraków           | 1:20:52    | Tomasz Lipiec Polonia Warszawa             | 1:21:03   | Stanisław Stosik Lechia Gdańsk              | 1:24:33   |
| Rumia 2001         | Robert Korzeniowski Wawel Kraków           | 1:20:31    | Tomasz Lipiec Skra Warszawa                | 1:22:38   | Benjamin Kuciński AZS-AWF Katowice          | 1:24:55   |
| Wschowa 2002       | Robert Korzeniowski Wawel Kraków           | 1:20:54    | Tomasz Lipiec Skra Warszawa                | 1:22:01   | Benjamin Kuciński AZS-AWF Katowice          | 1:22:25   |
| Bielsko-Biała 2003 | Robert Korzeniowski Wawel Kraków           | 1:22:21    | Benjamin Kuciński AZS-AWF Katowice         | 1:22:25   | Tomasz Lipiec Skra Warszawa                 | 1:24:02   |
| Bydgoszcz 2004     | Robert Korzeniowski Wawel Kraków           | 1:21:40    | Grzegorz Sudoł AZS-AWF Kraków              | 1:22:17   | Benjamin Kuciński AZS-AWF Katowice          | 1:23:32   |
| Rumia 2005         | Benjamin Kuciński AZS-AWF Katowice         | 1:20:45    | Roman Magdziarczyk AZS-AWFiS Gdańsk        | 1:20:47   | Grzegorz Sudoł AZS-AWF Kraków               | 1:21:03   |
| Bydgoszcz 2006     | Benjamin Kuciński AZS-AWF Katowice         | 1:23:45    | Rafał Augustyn AZS-AWF Kraków              | 1:24:56   | Rafał Fedaczyński Unia Hrubieszów           | 1:25:01   |
| Poznań 2007        | Rafał Augustyn AZS-AWF Kraków              | 1:23:38    | Grzegorz Sudoł AZS-AWF Kraków              | 1:23:53   | Artur Brzozowski Znicz Biłgoraj             | 1:24:17   |
| Rumia 2008         | Grzegorz Sudoł AZS-AWF Kraków              | 1:23:01    | Rafał Fedaczyński AZS-AWF Katowice         | 1:23:44   | Rafał Augustyn AZS-AWF Kraków               | 1:24:00   |
| Bydgoszcz 2009     | Grzegorz Sudoł AZS-AWF Kraków              | 1:21:49    | Rafał Augustyn Sokół Mielec                | 1:22:03   | Artur Brzozowski Znicz Biłgoraj             | 1:22:23   |
| Nowa Dęba 2010     | Rafał Fedaczyński AZS-AWF Katowice         | 1:24:57    | Rafał Augustyn Sokół Mielec                | 1:25:10   | Grzegorz Sudoł AZS-AWF Kraków               | 1:25:49   |
| Warszawa 2011      | Rafał Augustyn OTG Sokół Mielec            | 1:22:01    | Rafał Fedaczyński AZS-AWF Katowice         | 1:22:07   | Jakub Jelonek AZS-AWF Kraków                | 1:22:32   |
| Bielsko-Biała 2012 | Grzegorz Sudoł AZS-AWF Kraków              | 1:24:27    | Łukasz Nowak AZS Poznań                    | 1:24:30   | Dawid Tomala AZS-AWF Katowice               | 1:24:36   |
| Toruń 2013         | Artur Brzozowski AZS-AWF Katowice          | 1:22:16 PB | Łukasz Nowak AZS Poznań                    | 1:22:42   | Dawid Tomala AZS-AWF Katowice               | 1:23:18   |
| Szczecin 2014      | Łukasz Nowak AZS Poznań                    | 1:22:10    | Rafał Fedaczyński AZS-AWF Katowice         | 1:22:25   | Rafał Augustyn OTG Sokół Mielec             | 1:22:34   |
| Kraków 2015        | Grzegorz Sudoł AZS-AWF Kraków              | 1:25:41    | Jakub Jelonek AZS-AWF Kraków               | 1:25:41   | Rafał Augustyn Stal Mielec                  | 1:26:52   |
| Bydgoszcz 2016     | Łukasz Nowak AZS Poznań                    | 1:26:31    | Jakub Jelonek AZS-AWF Kraków               | 1:26:51   | Artur Brzozowski AZS-AWF Katowice           | 1:27:01   |
| Nowa Dęba 2017     | Artur Brzozowski AZS-AWF Katowice          | 1:23:55    | Damian Błocki MKL Szczecin                 | 1:24:00   | Rafał Fedaczyński AZS UMCS Lublin           | 1:24:11   |
| Warszawa 2018      | Artur Brzozowski AZS-AWF Katowice          | 1:22:19    | Dawid Tomala AZS KU Politechniki Opolskiej | 1:22:44   | Rafał Sikora AZS-AWF Katowice               | 1:22:58   |
| Mielec 2019        | Artur Brzozowski AZS-AWF Katowice          | 1:24:20    | Rafał Fedaczyński AZS-UMCS Lublin          | 1:25:03   | Rafał Augustyn LKS Stal Mielec              | 1:25:16   |
| Warszawa 2020      | Dawid Tomala AZS KU Politechniki Opolskiej | 1:24:44    | Rafał Augustyn LKS Stal Mielec             | 1:24:52   | Łukasz Niedziałek WLKS Nowe Iganie          | 1:26:25   |
| Siedlce 2021       | Łukasz Niedziałek WLKS Nowe Iganie         | 1:22:56    | Dawid Tomala KU AZS Politechniki Opolskiej | 1:23:29   | Artur Brzozowski Sparta Stalowa Wola        | 1:27:27   |
| Sulejówek 2022     | Dawid Tomala KU AZS Politechniki Opolskiej | 1:25:16    | Artur Brzozowski MKL Sparta Stalowa Wola   | 1:25:27   | Rafał Augustyn LKS Stal Mielec              | 1:25:52   |
| Warszawa 2023      | Łukasz Niedziałek RK Athletics Warszawa    | 1:24:53    | Maher Ben Hlima RKS Łódź                   | 1:25:01   | Artur Brzozowski KKL Stal Stalowa Wola      | 1:28:45   |
| Warszawa 2024      | Artur Brzozowski KKL Stal Stalowa Wola     | 1:21:46    | Maher Ben Hlima RKS Łódź                   | 1:23:28   | Jakub Jelonek CKS Budowlani Częstochowa     | 1:25:28   |
| Warszawa 2025      | Maher Ben Hlima RKS Łódź                   | 1:23:34    | Mateusz Nowak KU AZS UAM Poznań            | 1:26:28   | Arkadiusz Schiedel MLKS Nadwiślanin Chełmno | 1:27:12   |

## Klasyfikacja medalowa
W historii mistrzostw Polski seniorów na podium tej imprezy stanęło w sumie 60 chodziarzy. Najwięcej medali – 16 – zdobył Robert Korzeniowski, który nieprzerwanie zwyciężał w latach 1990–2004.
| Lp. | Zawodnik            | Złoto | Srebro | Brąz | Razem |
| 1.  | Robert Korzeniowski | 15    | 1      | 0    | 16    |
| 2.  | Jan Ornoch          | 7     | 0      | 0    | 7     |
| 3.  | Artur Brzozowski    | 5     | 1      | 5    | 11    |
| 4.  | Franciszek Szyszka  | 5     | 1      | 0    | 6     |
| 5.  | Bohdan Bułakowski   | 4     | 3      | 0    | 7     |
| 6.  | Grzegorz Sudoł      | 4     | 2      | 2    | 8     |
| 7.  | Andrzej Czapliński  | 4     | 0      | 1    | 5     |
| 8.  | Edmund Paziewski    | 3     | 4      | 0    | 7     |
| 9.  | Jan Kłos            | 3     | 3      | 0    | 6     |
| 10. | Rafał Augustyn      | 2     | 4      | 5    | 11    |
| 11. | Wiesław Sarnecki    | 2     | 2      | 3    | 7     |
| 12. | Dawid Tomala        | 2     | 2      | 2    | 6     |
| 13. | Łukasz Nowak        | 2     | 2      | 0    | 4     |
| 14. | Łukasz Niedziałek   | 2     | 0      | 1    | 3     |
| 15. | Rafał Fedaczyński   | 1     | 4      | 2    | 7     |
| 16. | Benjamin Kuciński   | 2     | 1      | 3    | 3     |
| 17. | Zdzisław Szlapkin   | 1     | 2      | 3    | 6     |
| 18. | Maher Ben Hlima     | 1     | 2      | 0    | 3     |
| 19. | Zbigniew Sadlej     | 1     | 1      | 2    | 4     |
| 20. | Grzegorz Ledzion    | 1     | 1      | 1    | 3     |
| 20. | Stanisław Rola      | 1     | 1      | 1    | 3     |
| 22. | Jerzy Hausleber     | 1     | 1      | 0    | 2     |
| 23. | Bogusław Duda       | 1     | 0      | 0    | 1     |
| 24. | Tomasz Lipiec       | 0     | 5      | 1    | 6     |
| 25. | Stanisław Stosik    | 0     | 3      | 2    | 5     |
| 26. | Eugeniusz Ornoch    | 0     | 2      | 7    | 9     |
| 27. | Jakub Jelonek       | 0     | 2      | 2    | 4     |
| 28. | Zbigniew Gosławski  | 0     | 2      | 1    | 3     |
| 29. | Janusz Cyrklaff     | 0     | 2      | 0    | 2     |
| 29. | Jerzy Pater         | 0     | 2      | 0    | 2     |
| 31. | Jan Holender        | 0     | 1      | 2    | 3     |
| 31. | Eugeniusz Rogowski  | 0     | 1      | 2    | 3     |
| 33. | Jarosław Kaźmierski | 0     | 1      | 1    | 2     |
| 33. | Jacek Müller        | 0     | 1      | 1    | 2     |
| 35. | Damian Błocki       | 0     | 1      | 0    | 1     |
| 35. | Janusz Goławski     | 0     | 1      | 0    | 1     |
| 35. | Jacek Herok         | 0     | 1      | 0    | 1     |
| 35. | Jerzy Jackiewicz    | 0     | 1      | 0    | 1     |
| 35. | Roman Magdziarczyk  | 0     | 1      | 0    | 1     |
| 35. | Bolesław Michoń     | 0     | 1      | 0    | 1     |
| 35. | Bogusław Nowacki    | 0     | 1      | 0    | 1     |
| 35. | Mateusz Nowak       | 0     | 1      | 0    | 1     |
| 35. | Jan Raszka          | 0     | 1      | 0    | 1     |
| 35. | Janusz Wiśniewski   | 0     | 1      | 0    | 1     |
| 45. | Sławomir Cielica    | 0     | 0      | 2    | 2     |
| 45. | Bogusław Kmiecik    | 0     | 0      | 2    | 2     |
| 45. | Grzegorz Müller     | 0     | 0      | 2    | 1     |
| 45. | Feliks Śliwiński    | 0     | 0      | 2    | 2     |
| 49. | Jacek Bednarek      | 0     | 0      | 1    | 1     |
| 49. | Andrzej Czyżowski   | 0     | 0      | 1    | 1     |
| 49. | Mieczysław Górski   | 0     | 0      | 1    | 1     |
| 49. | Stanisław Korneluk  | 0     | 0      | 1    | 1     |
| 49. | Jerzy Łoskoczyński  | 0     | 0      | 1    | 1     |
| 49. | Mariusz Ornoch      | 0     | 0      | 1    | 1     |
| 49. | Jan Pilczuk         | 0     | 0      | 1    | 1     |
| 49. | Krzysztof Richter   | 0     | 0      | 1    | 1     |
| 49. | Mieczysław Rutyna   | 0     | 0      | 1    | 1     |
| 49. | Arkadiusz Schiedel  | 0     | 0      | 1    | 1     |
| 49. | Rafał Sikora        | 0     | 0      | 1    | 1     |
| 49. | Jerzy Wróblewicz    | 0     | 0      | 1    | 1     |